# Caramelldansen
Caramelldansen (« Danse caramel », en suédois) est la première piste de l'album Supergott (sorti en novembre 2001) du groupe suédois Caramell. C'est aussi un mème populaire, apparu durant la seconde moitié de 2006, sur la communauté internet 4chan.
L'animation de quinze images montre Mai et Mii, des personnages de la série animées japonaise Popotan, effectuant une danse bougeant leurs mains au-dessus de leur tête imitant les oreilles de lapin, sur la version accélérée de la chanson Caramelldansen chantée par Malin et Katia du groupe musical suédois Caramell. La version accélérée de cette chanson est connue sous le nom de Caramelldansen Speedycake Remix. 
Le 18 mars 2001, les Caramella Girls ont sorti leur premier single en tant que groupe virtuel. La chanson Boogie Bam Dance a été enregistrée par Malin et Katia, les chanteuses originales du groupe Caramell, et la chanson est disponible en trois versions (anglais, allemand, espagnol).

## Historique
Popotan apparait pour la première fois dans un jeu PC japonais le 12 décembre 2002. L'anime a été diffusé du 17 juillet 2003 au 2 octobre 2003. L'animation GIF a quant à elle été créée à partir du générique d'ouverture de la série où Mii réalise une danse en solitaire. Il s'agit d'une boucle avec un son mais elle ne rencontra pas un grand succès.
Il a fallu peu de temps avant que l'introduction du jeu soit capturée et utilisable par n'importe qui sous forme de petites animations GIF : une pour Ai et une pour Mii et Mai.
Lors de la seconde moitié de 2005, Caramelldansen est diffusé sur Internet dans des archives Flash et des communautés populaires telles que Hongfire et 4chan. Caramelldansen est parfois aussi désigné comme Popotan Dance ou Popotan Dansen.
Quand le mème a gagné en popularité, des artistes et des fans ont commencé à copier l'animation et y inclure d'autres personnages réalisant la même danse. Les toutes premières étaient basées seulement sur l'animation GIF. Mais après la diffusion de Caramelldansen, la majorité des animations ont été basées sur cette version Flash.
Aujourd'hui, le mème n'est plus limité à une petite animation Flash en boucle. De courtes animations 3D présentant la danse se sont répandues sur le web.

## Popularité
Plusieurs versions de l'animation Flash d'origine ont été révélées, mais ce n'est qu'à la fin de 2007 qu'il y a eu une amplification de la diffusion des différentes versions sur divers sites web.
Début 2008, ce mème est surtout populaire sur l'Internet japonais. Il y est connu sous le nom « uma uma dance » (ウマウマダンス), car le refrain de la chanson est : « u-u-ua-ua », 「ウッーウッーウマウマ」 (u- u- umauma, « uma » peut signifier « délectable » ou « cheval » en japonais). « Dansa med oss Klappa era händer » fait référence à « Barusamiko-su Yappa irahen de » (« Nous n'avons pas besoin de vinaigre balsamique après tout » dans le dialecte du Kansai).
En 2012, cette dance a été reprise dans le jeu World of Warcraft: Mists of Pandaria, elle est ainsi la danse des Pandarens femelles.  
La danse de victoire de Neith dans le moba Smite s'inspire également de Caramelldansen.  
Dans Leagues of Legends, la danse du personnage DJ Sona est la Caramelldansen.

### Musique (Japon)
- Uma Uma Dekiru Trance wo Tsukutte Mita (ウマウマできるトランスを作ってみた) (Album – 16 avril 2008)
- Toro☆Uma (とろ☆ウマ) (Album - Mai 11, 2008)
- U-u-uma uma[Maxi] (ウッーウッーウマウマ[Maxi]) (Single – 21 mai 2008)
- U-u-uma uma[Maxi] (ウッーウッーウマウマ[Maxi]) (Single – 21 mai 2008)
- U-u-uma uma[Speed] (ウッーウッーウマウマ(゜∀゜)SPEEDアルバム) (Album – 18 juin 2008)
- Caramelldansen (Official Japanese Version) (Single – 3 décembre 2009)

### Musique (Suède)
- Supergott Speedy Mixes (Album – 1er mai  2008)
- Caramelldansen Maxi (Single – 25 juin 2008)

### Musique (États-Unis)
- Caramelldancing (Single – 16 septembre 2008)
- Caramelldancing (Christmas Version) (Single – 26 novembre 2009)

### Music (Allemagne)
- Caramelltanzen (Single - 15 avril 2009)